# Elektrische Baumaschine

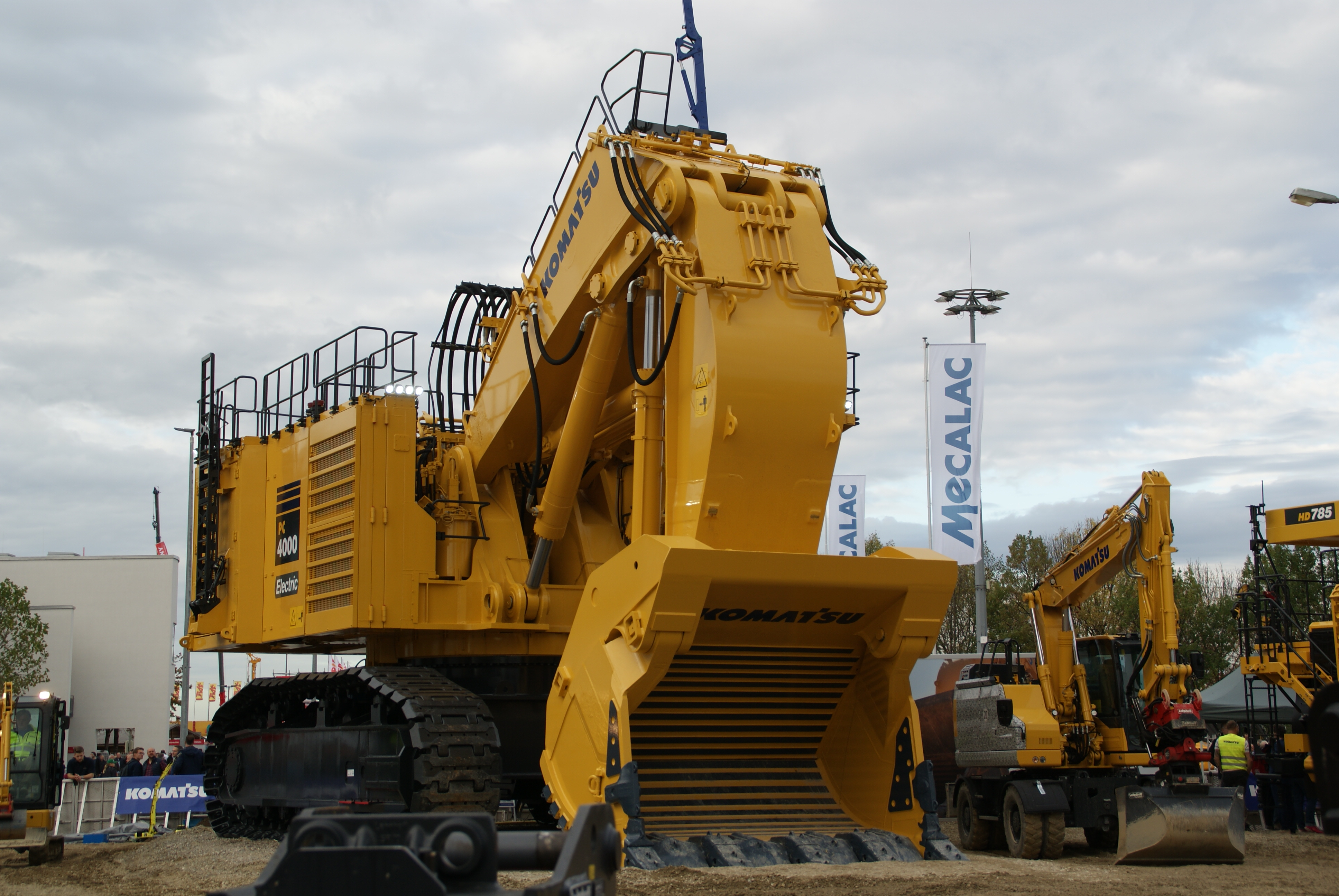
Elektrischer Raupenbagger PC4000-11E von Komatsu

Eine Elektrische Baumaschine, auch Elektrobaumaschine, ist eine Baumaschine mit Elektromotor. Die Energie wird in der Regel aus einer Antriebsbatterie bezogen. Damit gehören elektrische Baumaschinen zu den batterieelektrischen Fahrzeugen. Bei kaum bewegten Baumaschinen wie zum Beispiel Standbaggern kann auch ein Kabelanschluss die Stromversorgung sicherstellen. Als Baumaschinen dienen sie neben dem Be- und Verarbeiten von Baustoffen auch deren Transport und sind damit Teil der Elektromobilität, die eine zentrale Rolle für ein nachhaltiges und klimaschonendes Verkehrssystem spielt, wie es mit der Verkehrswende angestrebt wird.
Die Einführung von elektrischen Baumaschinen folgt der Einführung anderer elektrischer Nutzfahrzeuge wie zum Beispiel Elektro-Lkw. Die Anforderungen an Baumaschinen sind dabei sehr vielfältig und beinhalten einige Herausforderungen für die Elektrifizierung. So braucht es häufig eine mobile Ladeinfrastruktur, weil die meisten Baumaschinen nicht zum Aufladen verlegt werden können, die benötigten Leistungen und Akkugrößen können die von Elektro-Lkw weit übertreffen und extreme Temperaturen, beispielsweise im Straßenbau, fordern das Temperaturmanagement der Akkus.

## Entwicklung
2012 stellte Caterpillar mit dem Cat 336E H einen Hybrid-Raupenkettenbagger mit 37 t Gewicht vor. Dieser spart durch Rekuperation beim Abbremsen der Schaufel bis zu 25 % Treibstoff ein. Dies stellte einen wichtigen ersten Meilenstein für die Elektrifizierung von Baumaschinen dar.
In einer Studie von IDTechEx Research aus 2017 wurde das Potenzial elektrischer Fahrzeuge für den Bau, Landwirtschaft und Bergbau über die folgenden 10 Jahre bis 2027 untersucht. Dort wurde festgestellt, dass die großen Hersteller sich aktuell noch auf Maschinen mit Hybridantrieb konzentrieren, während andere Firmen bereits kleine rein elektrische Baumaschinen im Angebot haben. Dem Sektor wurde ein Wachstum auf 165.000 Fahrzeuge bzw. 81 Mrd. US-Dollar bis 2027 prognostiziert.
2017 haben Volvo und Skanska in einem Test für 10 Wochen einen elektrischen Steinbruch betrieben. Zum Einsatz kamen autonome HX2 Transporter und ein EX1 kabelgebundener Bagger, basierend auf dem EC750.
Ebenfalls 2017 wird der eDumper, ein elektrischer Muldenkipper von Komatsu in Kooperation mit Kuhn Schweiz und Lithium Storage, vorgestellt. Er hat einen 600 kWh Akku und kann Lasten von 55 t transportieren. Im eingesetzten Bergwerk hat er sogar eine positive Energiebilanz, da er leer bergauf fährt und auf dem Rückweg durch das Gewicht des Gesteins mehr Energie rekuperieren kann, als auf dem Hinweg verbraucht wurde.
2018 schlossen sich Cummins und Hyundai zusammen, um in die Entwicklung elektrischer Baumaschinen einzusteigen. Das erste Ziel war ein 3,5 t Kleinbagger mit 35,2 kWh Akku, der eine volle Schicht von 8 Stunden eingesetzt werden kann. 2019 wurde ein Prototyp des R35E vorgestellt.
2019 stellte ein Bericht von McKinsey & Company fest, dass in bestimmten Bereichen die Gesamtkosten des Betriebs von Elektrischen Baumaschinen bereits 30 % geringer als bei vergleichbaren Diesel-Modellen sind. Dabei wurden die Anschaffungskosten 30 bis 90 % höher, aber die Betriebskosten über 60 % niedriger berechnet.
Die Firma Pon Equipment bietet seit 2019 umgebaute 323F Raupenbagger von Caterpillar als sogenannte Z-Line an, die mit einem 300 kWh starken und 3,4 t schweren Akku umgerüstet wurden und für eine Arbeitszeit von bis zu sieben Stunden ausgelegt sind.

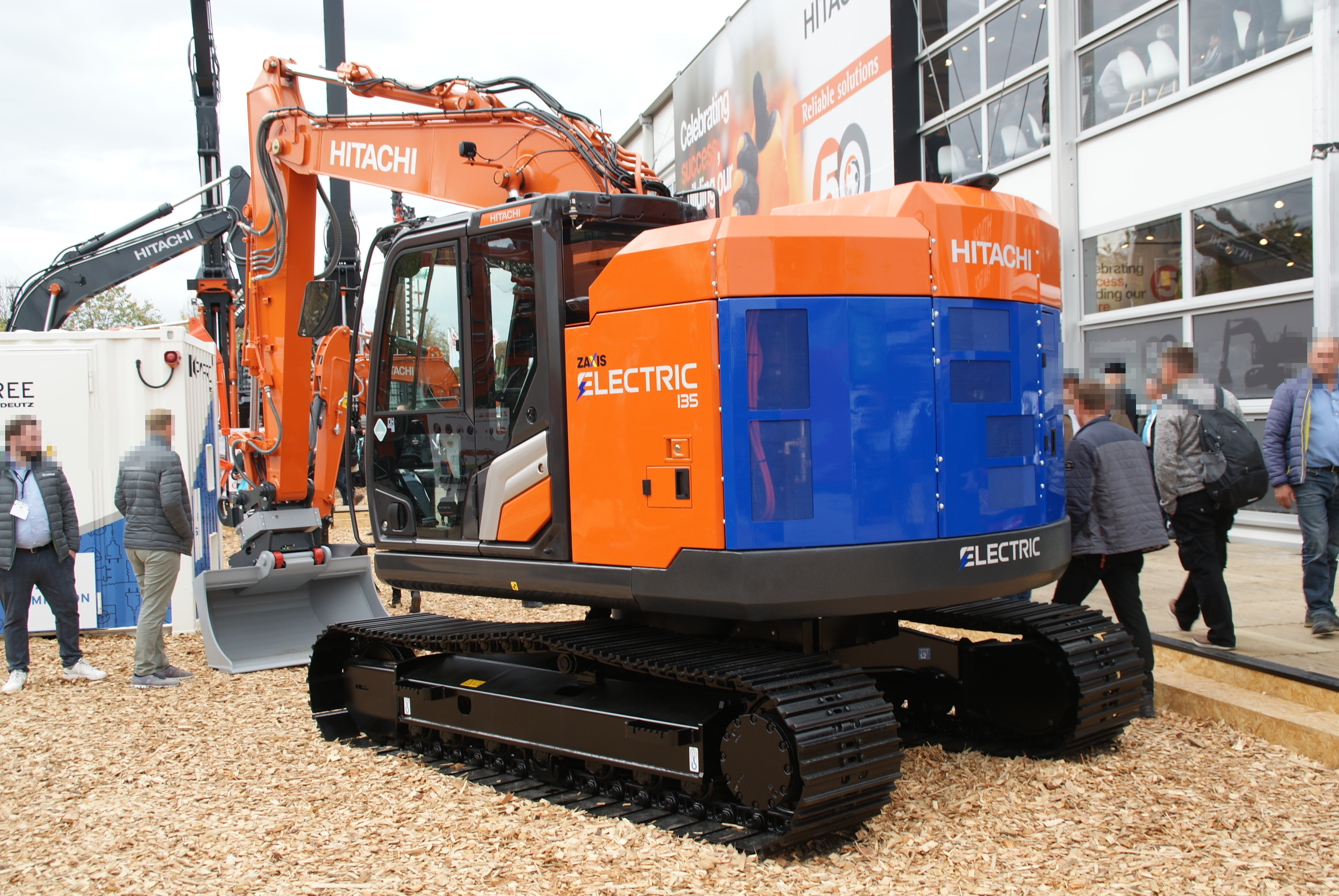
Elektrischer Raupenbagger Hitachi ZE135

2022 wählte die Fachmesse Bauma „Der Weg zur Null-Emission“ als eines ihrer Leitmotive. Es wurden mehrere elektrische Baumaschinen angekündigt und vorgestellt, darunter Tandemwalzen, Betonmischer und der weltweit erste vollelektrische Kompaktlader T7X von Bobcat.
Die Studie „Electric Worksite“ unter Beteiligung von Volvo untersuchte 2024 in Göteborg die Machbarkeit vollelektrischer Baustellen an realen Beispielen in der Stadt. Zum Einsatz kamen elektrisch betriebene Mobil- und Raupenbagger, Radlader und Lastenträger mit einem Gewicht von 3,5 bis 30 Tonnen, die entweder batterieelektrisch oder per Kabel mit Strom versorgt wurden.
Eine neue Studie von IDTechEx Research aus 2024 stellt fest, dass der Markt für elektrische Baumaschinen in den vorherigen Jahren durch hohe Investitionskosten und Zurückhaltung der Kunden wegen begrenzter Akkukapazitäten und eingeschränkter Modellauswahl ausgebremst wurde. Es wurde aber auch beobachtet, dass die Einstiegsphase vieler Hersteller mit kleinen Baumaschinen und Akkugrößen, die mit Elektroautos vergleichbar sind, ihren Abschluss findet und der Trend sich zu größeren Maschinen, die den ganzen Baumaschinenmarkt abdecken können, entwickelt.
2025 waren Klimaneutralität und alternative Antriebe Leitmotive der Fachmesse Bauma.

## Vor- und Nachteile

### Vorteile
Elektrische Baumaschinen können klimaneutral betrieben werden. Sie produzieren lokal keine Emissionen wie CO2 oder Stickoxide und sind deutlich leiser im Betrieb als vergleichbare Baumaschinen mit Verbrennungsmotor. Der Elektromotor ist wartungsarm und hat einen hohen energetischen Wirkungsgrad, was zu geringeren Betriebs- und Energiekosten führt.
Der geräuscharme Betrieb macht sie besonders geeignet für den Einsatz an lärmsensiblen Orten wie Wohngebieten oder ermöglicht die Arbeit während sensibler Zeiten, zum Beispiel bei Nacht. Die fehlenden Abgase machen elektrische Baumaschinen perfekt für schlecht belüftete Orte wie Tunnel und Innenräume. Beides verringert zudem die Belastungen der Fahrer und anderen Arbeitern auf den Baustellen und entspricht steigenden Umweltvorschriften.
Die Elektrifizierung des Antriebs beschleunigt den Einzug elektronischer Systeme in Baumaschinen und ermöglicht so auch eine einfachere Automatisierung.
Am Beispiel eines 10 t Standard Baggers hat 2024 eine Studie von IDTechEx jährliche Kosten für Diesel von 6500 US-Dollar berechnet, während der Strom für das elektrische Modell 3350 US-Dollar kosten würde.

### Nachteile
Zurzeit sind elektrische Baumaschinen noch deutlich teurer in der Anschaffung und können zudem zusätzliche Investitionen in Ladeinfrastruktur erfordern. Der Aufpreis zu vergleichbaren Modellen mit Verbrennungsmotor beträgt zwischen 50 und 100 %.
Die mögliche Arbeitszeit ohne Ladepausen wird durch die Akkukapazität begrenzt. Während größere Akkus den Anschaffungspreis erhöhen, benötigen kleinere Akkus eine gute Integration des Ladevorgangs in den Betrieb. Das hohe Gewicht der Akkus ist oft kein Nachteil, was die Verwendung günstigerer Varianten wie LFP-Akkus ermöglicht und gegebenenfalls nötige Zusatzgewichte bei Baggern und Kränen zum Teil ersetzt.

## Ladeinfrastruktur
Für die Ladeinfrastruktur von Baumaschinen werden verschiedene Konzepte entwickelt, die für unterschiedliche Arten von Baustellen optimiert werden. Bei Standbaggern oder nur wenig mobilen Maschinen bietet sich, wenn möglich, eine lokale Stromversorgung per Netzanschluss an. Baumaschinen, die nur kurzzeitig bei kleinen Baustellen zum Einsatz kommen und leicht verlegbar sind, können im Depot der Bauunternehmen oder an öffentlichen Ladesäulen geladen werden. Für andere Baustellen kann die Einrichtung von mobilen Schnellladestationen notwendig sein, die entweder ein vorhandenes Stromnetz nutzen oder über mobile Stromspeicher versorgt werden, die zum Aufladen in Depots gebracht werden müssen.

## Verbreitung
Nach einer Schätzung von Custom Market Insights belief sich der weltweite Markt für elektrische Baumaschinen im Jahr 2024 auf 14,5 Milliarden US-Dollar und soll bis 2033 auf 37,4 Milliarden US-Dollar wachsen.
Treiber der Verbreitung sind bisher vor allem Initiativen und Vorgaben von Regierungen und Gemeinden, aber auch die langfristig niedrigen Unterhaltskosten.

### Förderung
In Deutschland bietet die Kreditanstalt für Wiederaufbau (KfW) mit dem Programm Nr. 295 „Energieeffizienz und Prozesswärme aus Erneuerbaren Energien in der Wirtschaft“ auf Fördermöglichkeiten für elektrische Baumaschinen. Das Modul 1: "Querschnittstechnologien" nennt explizit Elektroantriebe und Motoren und ermöglicht eine Förderung von maximal 40 % bzw. 200.000 €. Das Modul 4: "Energie- und ressourcenbezogene Optimierung von Anlagen und Prozessen" fördert unter anderem Maßnahmen zur Elektrifizierung von Prozessen. Die Förderung kann hier bis zu 50 % der Kosten oder 15 Millionen Euro betragen, benötigt aber ein Einsparkonzept.
Das Bundesamt für Wirtschaft und Ausfuhrkontrolle (BAFA) fördert die Umrüstung von Maschinen auf elektrische Antriebe bei kleinen Unternehmen. Hier beträgt die Unterstützung 33 % der Investitionskosten bei einem maximalen Zuschuss von 200.000 €.
Die Berufsgenossenschaft der Bauwirtschaft (BG BAU) bietet Arbeitsschutzprämien für Investitionen in umwelt- und klimaschonende Technik an. Hier ist die Unterstützung abhängig von der Größe des Unternehmens und kann maximal 40 % der Investitionssumme betragen.
Städtische Initiativen unter anderem in Berlin, Hamburg und München setzen Anreize für Unternehmen, elektrische Maschinen einzusetzen. Berlin hat Pilotprojekte mit vollelektrischen Baumaschinen. Initiativen von Oslo, Kopenhagen und London streben bis 2030 einen klimaneutralen Betrieb an. Helsinki ist Teil einer finnischen Green-Deal-Initiative für emissionsfreie Baustellen und fordert für einzelne Baustellen bereits elektrische Bagger.

## Kategorien

### Standbagger
Standbagger dienen fast ausschließlich zum Heben und Bewegen von Material im Standbereich des Baggers. Die typische Bauform ist der auf dem Unterwagen schwenkbare Oberwagen mit der Fahrerkabine.

#### Hydraulikbagger

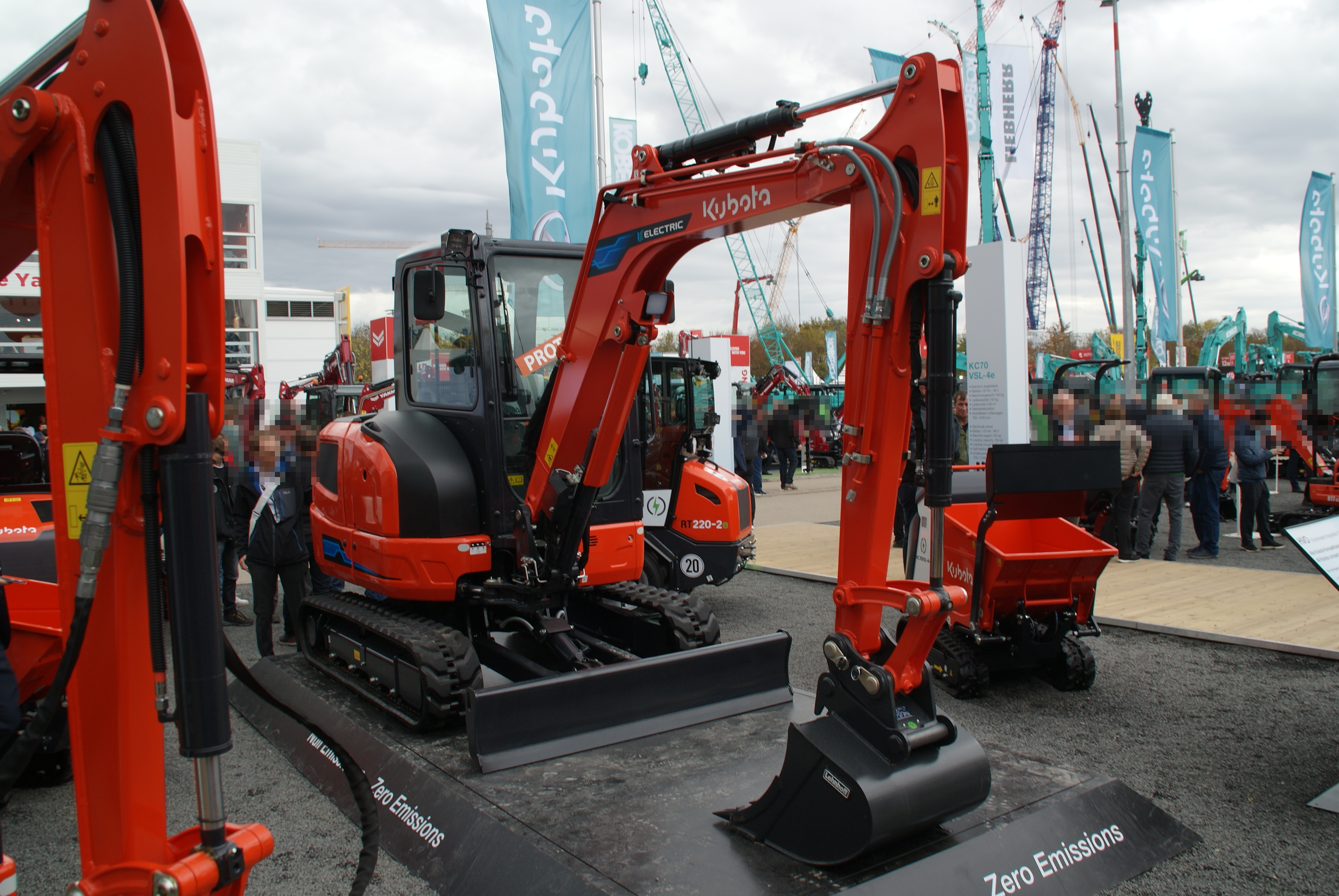
Elektro-Kompaktbagger KX38-4e von Kubota

| Modell           | Marke      | Gewicht        | Leistung  | Batteriekapazität | Arbeitszeit | Merkmale/Einsatz                      |
| ---------------- | ---------- | -------------- | --------- | ----------------- | ----------- | ------------------------------------- |
| PC4000-11E       | Komatsu    | 409 t          | 1400 kW   | keine             | unbegrenzt  | Mit Netzanschluss in Minen eingesetzt |
| ZE135            | Hitachi    | 14,6 t         |           | 300 kWh           | 6 h         |                                       |
| DX300LC Electric | Doosan     | 32,3 t         | 145 kW    | 390 kWh           | 8 h         | Wechselbare Akkus                     |
| 145 X-Tier       | John Deere | in Entwicklung | unbekannt | unbekannt         | unbekannt   |                                       |
| PC210E-11        | Komatsu    | 24 t           | 123 kW    | 451 kWh           | 8 h         |                                       |
| EC230 Electric   | Volvo      | 21 t           | 160 kW    | 450 kWh           | 4–5 h       |                                       |

#### Mini- und Kompaktbagger

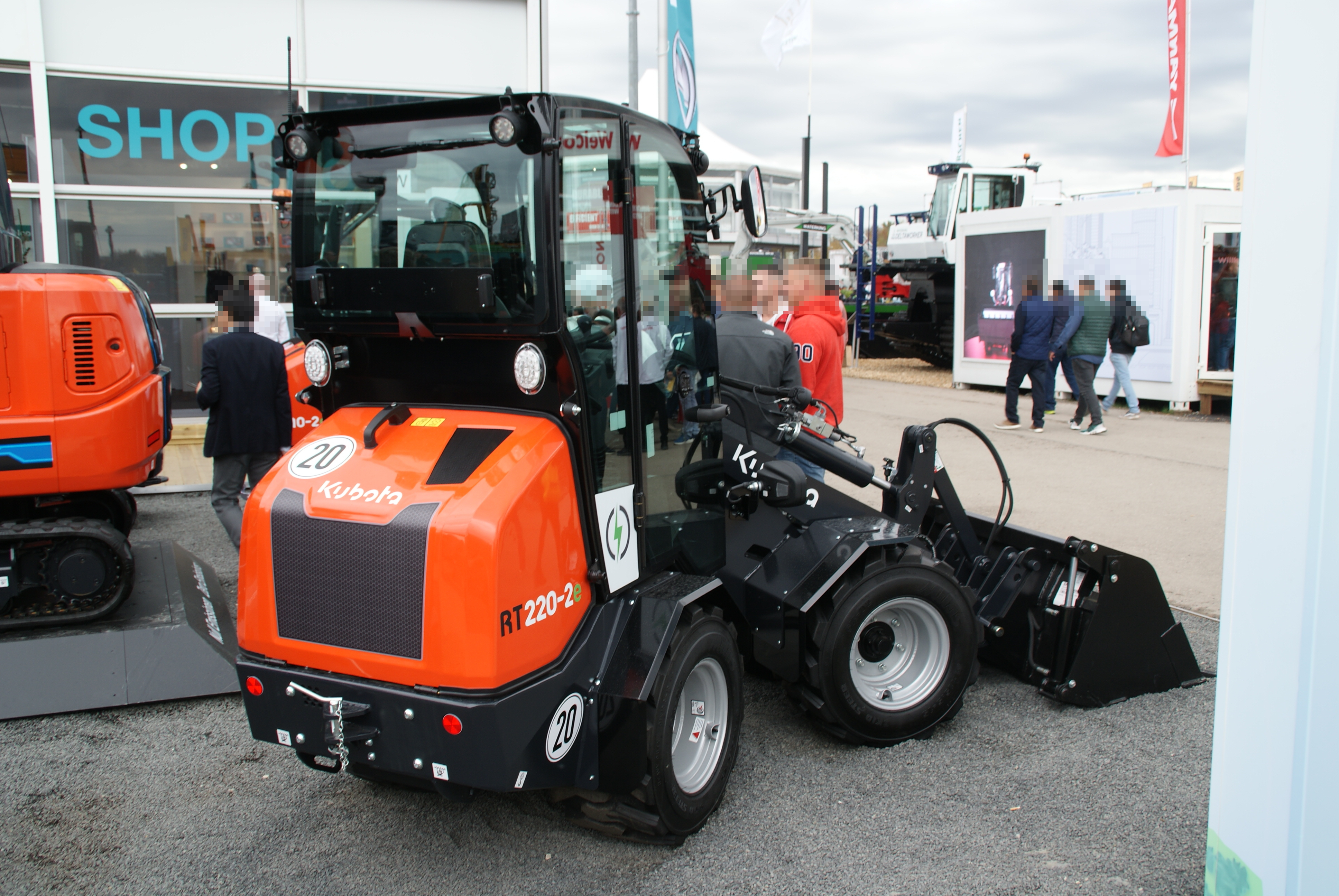
Elektrischer Radlader RT220-2e von Kubota auf der Bauma 2022

Mini- und Kompaktbagger sind Hydraulikbagger, die im leichten Erdbau sowie Garten- und Landschaftsbau eingesetzt werden und in der Regel ein Gewicht von maximal 10 t erreichen (Minibagger max. 3,2 t).
| Modell         | Marke   | Gewicht | Leistung  | Batteriekapazität | Arbeitszeit |
| -------------- | ------- | ------- | --------- | ----------------- | ----------- |
| ZE19-T         | Hitachi | 2 t     | unbekannt | 26,4 kWh          | 4 h         |
| ZX55U-6EB      | Hitachi | 5,3 t   | 33 kW     | 40 kWh            | 2 h         |
| ZEX85-6EB      | Hitachi | 8,8 t   | 40 kW     | 133 kWh           | 5,5 h       |
| DX19 Electric  | Doosan  | 2,1 t   | 15 kW     | 32 kWh            | 8 h         |
| PC138E-11      | Komatsu | 15,3 t  | 72,5 kW   | 225,6 kWh         | 8 h         |
| PC33E-6        | Komatsu | 3,6 t   | 17,4 kW   | 35 kWh            | 3 h         |
| 9C-1E          | JCB     | 1,9 t   | 20 kW     | 19,8 kWh          | 4 h         |
| KX38-4e        | Kubota  | 4 t     | 17,8 kW   | 49,2 kWh          | 5 h         |
| ECR25 Electric | Volvo   | 2,6 t   | 18 kW     | 40 kWh            | 4 h         |
| ECR18 Electric | Volvo   | 1,8 t   | 18 kW     | 16 kWh            | 5 h         |

### Fahrbagger
Fahrbagger sind nur durch Bewegung der gesamten Maschine einsetzbar.

#### Radlader

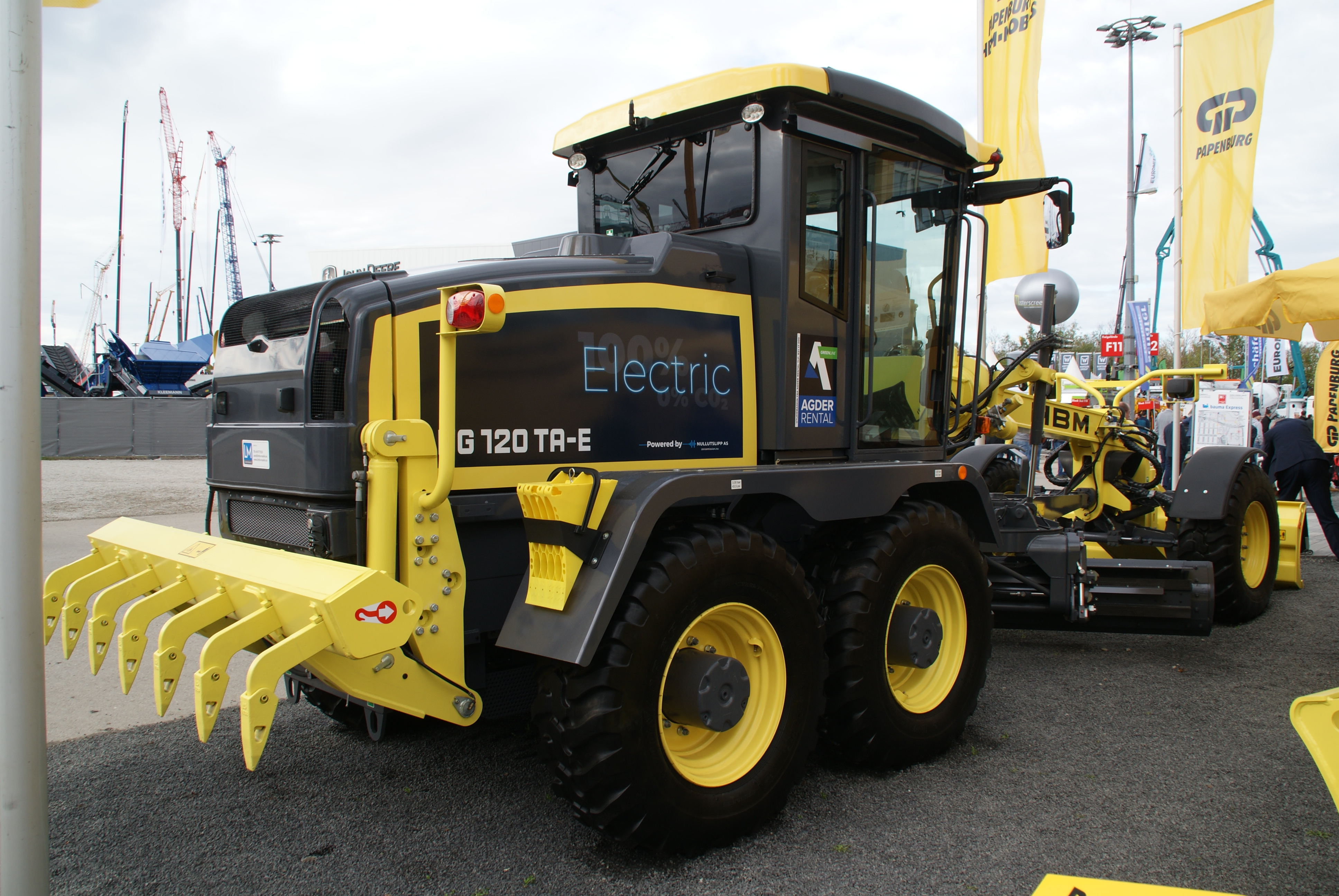
Elektrischer Straßengrader HBM-NOBAS BG 120 TA-E auf der Bauma 2022

| Modell        | Marke  | Gewicht | Leistung | Batteriekapazität | Arbeitszeit |
| ------------- | ------ | ------- | -------- | ----------------- | ----------- |
| L25 Electric  | Volvo  | 4,9 t   | 22 kW    | 40 kWh            | 8 h         |
| L90 Electric  | Volvo  | 15 t    | 140 kW   | 180 kWh           | 4–6 h       |
| L120 Electric | Volvo  | 20 t    | 228 kW   | 282 kWh           | 5–9 h       |
| 5065e         | Kramer | 3,9 t   | 23,2 kW  | 37,5 kWh          | 4 h         |
| T7X           | Bobcat | 5,7 t   | 75 kW    | 72,6 kWh          | 6 h         |
| 580EV         | CASE   | 9 t     | 80 kW    | 72,7 kWh          | unbekannt   |
| RT220-2e      | Kubota | 2,2 t   | 6,5 kW   | 25 kWh            | unbekannt   |

### Flachbagger
Flachbagger sind auf den flachen Ab- und Auftrag von Material spezialisiert.

#### Planierraupe
| Modell                              | Marke   | Gewicht   | Leistung  | Batteriekapazität | Arbeitszeit | Merkmale/Einsatz             |
| ----------------------------------- | ------- | --------- | --------- | ----------------- | ----------- | ---------------------------- |
| "all electric underwater bulldozer" | Komatsu | unbekannt | unbekannt | 500 kWh           | 6 h         | Planierraupe für Unterwasser |
| ML 6 Moonlander                     | Lumina  | 32 t      | 552 kW    | 414 kWh           | unbekannt   | autonom einsetzbar           |

#### Grader
| Modell      | Marke     | Gewicht | Leistung | Batteriekapazität | Arbeitszeit |
| ----------- | --------- | ------- | -------- | ----------------- | ----------- |
| BG 120 TA-E | HBM-NOBAS | 15,5 t  | 110 kW   | 325 kWh           | 8 h         |

### Transportgeräte
Für den Transport von Baumaterialien werden oft Lkw mit Straßenzulassung eingesetzt. Elektro-Lkw werden in einem eigenen Artikel behandelt. Spezialfahrzeuge für Baustellen wie Mulderkipper werden hier aufgeführt.

#### Muldenkipper
→ Hauptartikel: Elektromuldenkipper
| Modell       | Marke   | Gewicht | Leistung | Batteriekapazität | Arbeitszeit | Merkmale/Einsatz                                         |
| ------------ | ------- | ------- | -------- | ----------------- | ----------- | -------------------------------------------------------- |
| A30 Electric | Volvo   | 29 t    | 265 kW   | 245 kWh           | unbekannt   |                                                          |
| A40 Electric | Volvo   | 39 t    | 350 kW   | 350 kWh           | unbekannt   |                                                          |
| eDumper      | Komatsu | 45 t    | 588 kW   | 600 kWh           | unbegrenzt  | gewinnt über Rekuperation mehr Energie als er verbraucht |

### Hebezeuge

#### Kranfahrzeug
| Modell                   | Marke      | Gewicht   | Leistung  | Batteriekapazität | Arbeitszeit | Merkmale/Einsatz                        |
| ------------------------ | ---------- | --------- | --------- | ----------------- | ----------- | --------------------------------------- |
| MK5150XLe Plug-in-Hybrid | Manitowoc  | 60 t      | unbekannt | 180 kWh           | 5 h         | Vollelektrischer Einsatz im Kranbetrieb |
| LR 1250.1 unplugged      | Liebherr   | 212 t     | 255 kW    | unbekannt         | 8 h         |                                         |
| LR 1300.2 SX unplugged   | Liebherr   | 293 t     | 438 kW    | 392 kWh           | 13 h        |                                         |
| 653 E                    | Sennebogen | unbekannt | 130 kW    | 210 kWh           | 14 h        |                                         |

### Teleskoplader

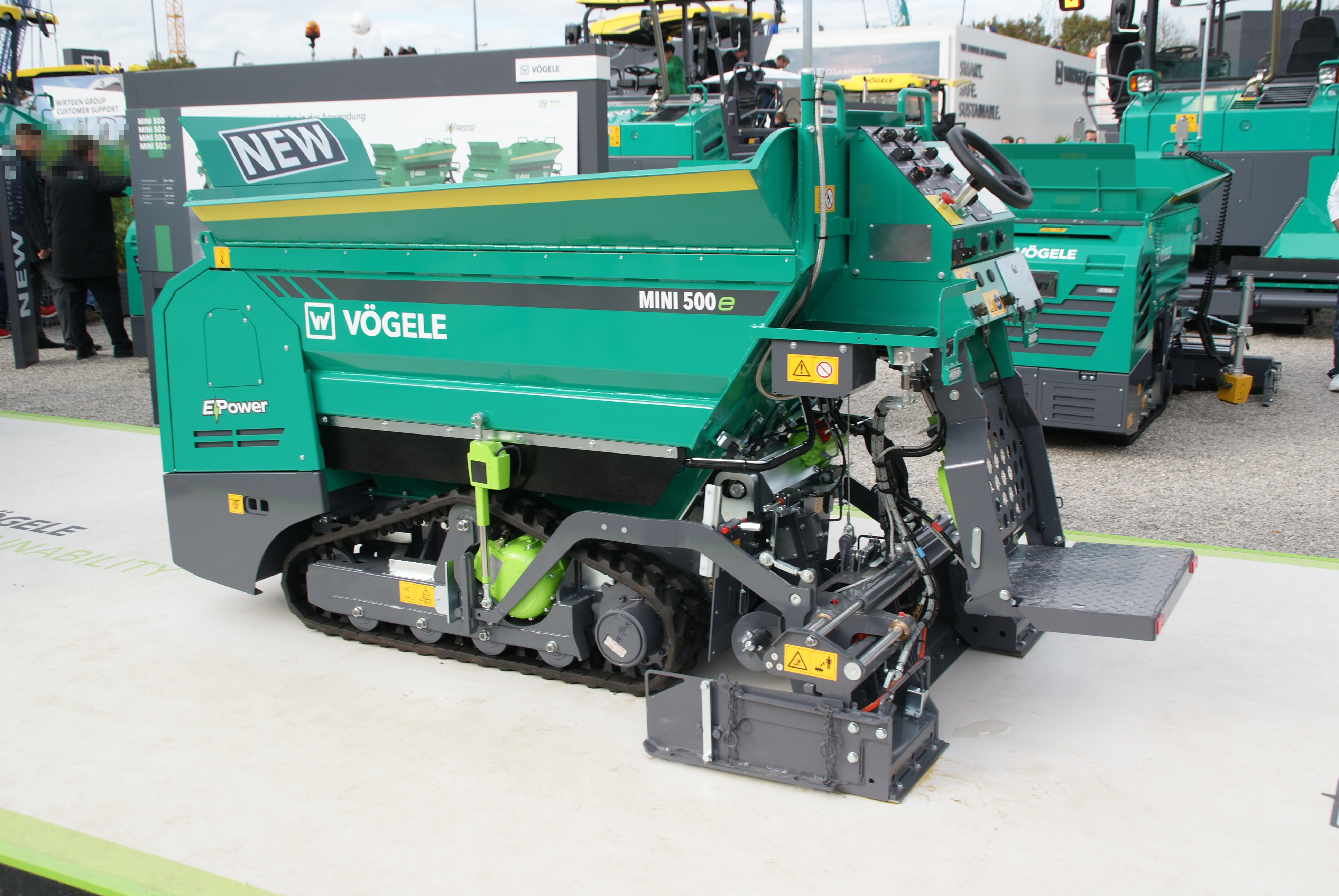
Elektrischer Asphaltfertiger MINI 500e von Vögele auf der Bauma 2022

| Modell  | Marke   | Gewicht | Leistung | Batteriekapazität | Arbeitszeit |
| ------- | ------- | ------- | -------- | ----------------- | ----------- |
| 525-60E | JCB     | 5,1 t   | 39 kW    | 24 kWh            | unbekannt   |
| 17.45   | Faresin | 12,1 t  | 51 kW    | 45 kWh            | unbekannt   |

### Verkehrswegebau
Einige Baumaschinen sind allein auf den Wege- und Straßenbau spezialisiert.

#### Asphaltiermaschine
| Modell        | Marke   | Gewicht | Leistung  | Batteriekapazität | Arbeitszeit |
| ------------- | ------- | ------- | --------- | ----------------- | ----------- |
| MINI 500e     | Vögele  | 1,5 t   | unbekannt | 21,5 kWh          | unbekannt   |
| SUPER 1300-5e | Vögele  | 11 t    | unbekannt | 126 kWh           | unbekannt   |
| SD1800W e     | Dynapac | 10,3 t  | 55 kW     | 98 kWh            | unbekannt   |

Asphaltwalze
| Modell        | Marke | Gewicht | Leistung | Batteriekapazität | Arbeitszeit |
| ------------- | ----- | ------- | -------- | ----------------- | ----------- |
| DD25 Electric | Volvo | 2,7 t   | 96 kW    | 20 kWh            | 4 h         |

### Betonverarbeitung

#### Betonpumpe
| Modell     | Marke           | Gewicht | Leistung | Batteriekapazität | Arbeitszeit |
| ---------- | --------------- | ------- | -------- | ----------------- | ----------- |
| CP 2800 BE | Schwing Stetter | 13,5 t  | 112 kW   | 112 kWh           | 8 h         |
| Prototyp   | Volvo           | 32 t    | 330 kW   | 360 kWh           | unbekannt   |

#### Betonmischer
| Modell                      | Marke    | Gewicht   | Leistung | Batteriekapazität | Arbeitszeit |
| --------------------------- | -------- | --------- | -------- | ----------------- | ----------- |
| ETM 1005/1205               | Liebherr | unbekannt | 500 kW   | 340 kWh           | unbekannt   |
| FMX electric concrete mixer | Volvo    | unbekannt | 330 kW   | 360 kWh           | unbekannt   |

### Verdichtungsgeräte

#### Walzen
| Modell      | Marke | Gewicht | Leistung  | Batteriekapazität | Arbeitszeit |
| ----------- | ----- | ------- | --------- | ----------------- | ----------- |
| BW 177 DH e | BOMAG | 7 t     | unbekannt | 78 kWh            | unbekannt   |

### Bohr- und Schlitzwandgeräte
| Modell          | Marke    | Gewicht | Leistung | Batteriekapazität | Arbeitszeit |
| --------------- | -------- | ------- | -------- | ----------------- | ----------- |
| LB 16 unplugged | Liebherr | 59,4 t  | 265 kW   | keine             | 10 h        |